# کامی کامی
کامی کامی (Qami Qami Քամի Քամի) به معنی باد باد یک ترانه با اجرای خواننده ارمنستانی مالنا می‌باشد که برنده مسابقه آوازخوانی یوروویژن جوانان ۲۰۲۱ شد این ترانه ۲۲۴ امتیاز را از رقابتی که در ۱۹ دسامبر ۲۰۲۱ در پاریس فرانسه برگزار شد کسب نمود

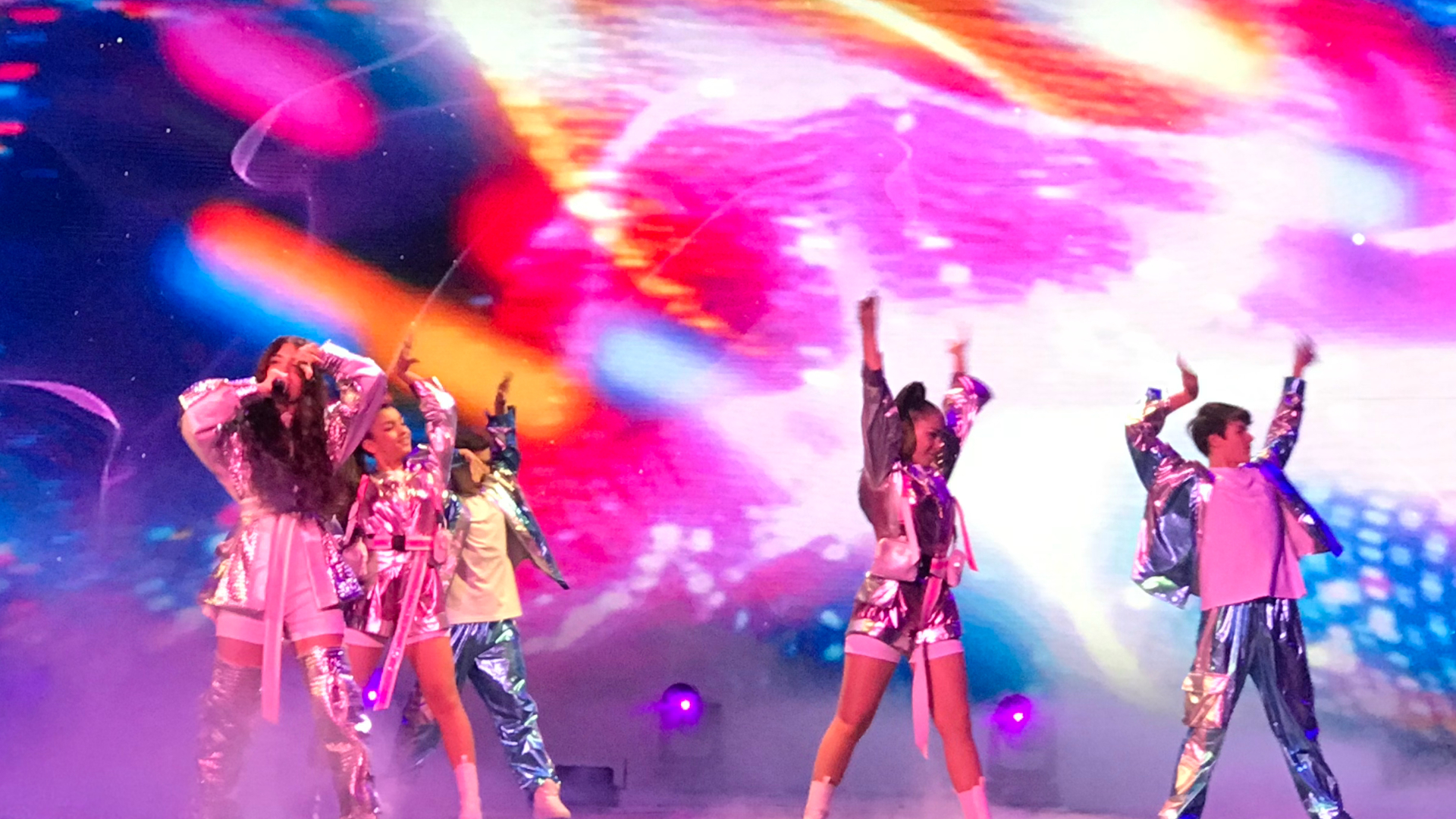